# Етан-де-Берр
Етан-де-Берр (фр. L'étang de Berre) — озеро лагунного типу в Провансі на півдні Франції, що має також соляне болото.
Озеро розташоване в прибережному регіоні Коте Бльо (Côte Bleue), на північний захід від Марселя та на схід від долини Рони. Воно сполучене з Гольф-де-Фос вузьким природним каналом Етан-де-Карон (фр. Étang de Caront) і таким чином відповідає критеріям лагуни. З площею 155,3 км ² це озеро є найбільшою лагуною Франції. Зараз у місці, де проходить автомобільний міст, що перетинає канал Карант, у водойму заходять великі кораблі з Середземного моря.
Акваторія порту разом з нафтовою гаванню в затоці де Фос та зовнішньої гаванню у вхідний дельті Рони відносяться до портового комплексу в Марселі, який після Роттердама є другим за своїм значенням морським портом Європи. Гірський хребет де л'Естак (фр. Chaine de l'Estaque) утворює природний бар'єр до моря. Етан-де-Берр використовується для добування морської солі та добування молюсків. У його околицях є нафтоперегінний завод та гідроелектростанція, що в свою чергу сприяє забрудненню навколишнього середовища.
Поблизу розташоване портове місто Мартіг, яке завдяки каналам, що проходять через нього, називають маленькою Венецією, та аеропорт Маріньян, що має особливе значення для півдня Франції через своє центральне розташування. Вгорі долини лежить маленьке містечко Мірамас, дату заснування якого відносять до V століття до н. е. За документальними записами, місто 964 року було селищем. Історичний центр дотепер зберіг середньовічні укріплення та замок. Навколо Етан-де-Берр простягається молодий виноробний регіон Кото Д'Екс (Côteaux d'Aix). У Етан-де-Берр впадають річки Арк, Тулубр та Кадьєр
Друге (штучне) сполучення з Середземним морем існує з 1926 р. Канал дю Роув з'єднує Етан-де-Берр через тунель під горою Естак із затокою Марсель. Після руйнування тунелю в 1963 р. канал більше не є судноплавним.